# لرد بایرون
جورج گوردون بایرون، ششمین بارون بایرون (انگلیسی: George Gordon Byron, 6th Baron Byron؛ ۲۲ ژانویهٔ ۱۷۸۸ – ۱۹ آوریل ۱۸۲۴) شاعر و اشرافی انگلیسی بود. او یکی از چهره‌های پیشگام جنبش رمانتیک بود و یکی از بزرگ‌ترین شاعران انگلیسی دانسته می‌شود.
مشهورترین اثر وی شعر روایی بلندی به نام دون ژوان است که با مرگ وی ناتمام ماند. از دیگر آثار مهم بایرون می‌توان به نمایشنامهٔ خوانشی مانفرد و شعر بلند سفر زیارتی چایلد هارولد اشاره کرد.
دختر او ایدا لاولیس به عنوان نخستین برنامه‌نویس رایانه شناخته میشود

## زندگی
جورج گوردون لرد بایرون در ۲۲ ژانویهٔ ۱۷۸۸ در لندن متولد شد. پدرش سروان جان بایرون ملقب به جک دیوانه، افسر ارتش بود. جک دیوانه از اولین ازدواج خود با بانو کارمارتن صاحب فرزندی دختر به نام اوگاستا شد که بعدها نقش پررنگی در زندگی بایرون ایفا کرد. از ازدواج دوم جان بایرون با کاترین گوردون اسکاتلندی، لرد بایرون متولد شد. یک سال پس از تولد بایرون، مادرش به همراه وی به ابردین، در شمال شرقی اسکاتلند نقل مکان کردند. دو سال بعد هم پدر بایرون در حالی که غرق در قرض و بدهی بود از دنیا رفت. بایرون از همان بدو تولد با نوعی کج عضوی در ناحیه پا رو به رو بود، مشکلی که تأثیر بسیاری بر زندگی آیندهٔ وی داشت. وقتی ده ساله شد، بایرون به یکباره وارث عنوان و ملکی از جانب عموی بزرگ خویش، ویلیام، بارون پنجم شد. بدین ترتیب بایرون مبدل به بارون ششم و صاحب عنوان لرد بایرون شد. او همچنین وارث عمارتی نیمه‌متروک به نام Newstead Abbey شد. در سن هفده سالگی لرد بایرون وارد دانشکدهٔ ترینیتی در کمبریج شد، جایی که به جای درس و تحصیل بیشتر وقت خود را صرف عیاشی و خوشگذرانی می‌کرد.
بایرون اولین مجموعه شعر خود را با عنوان «ساعات فراغت» در سن نوزده سالگی منتشر ساخت. مجموعه‌ای که اعتراض منتقدانی چون هنری بروم را برانگیخت. دو سال بعد با انتشار شعری طنز با عنوان «شعرای انگلیسی و منتقدان اسکاتلندی»، بایرون پاسخ دندان‌شکنی به این اعتراض داد. همان سال وی با رسیدن به سن قانونی توانست یکی از صندلی‌های مجلس اعیان را از آن خود کند. در همان سال هم بود که بایرون سفر خود به اروپا را آغاز کرد. وی در کل، زندگی کوتاه ولی جنجالی داشت. روابط عاشقانه‌ای که لرد بایرون در زندگی داشت وی را به نمونهٔ حقیقی شخصیت دون ژوان آثار خویش مبدل ساخت طوری‌که در نهایت وی مجبور شد برای همیشه انگلستان را ترک کند. نوزدهم آوریل سال ۱۸۲۴، لرد بایرون در حالی که یونانیان را در نبرد با ترک‌ها یاری می‌رساند، پس از تحمل تبی سوزان و در سن ۳۶ سالگی از دنیا رفت.
وی در کالج موراد-رافائلیان واقع در صومعه ارمنی جزیره سن لازار تحصیل نمود.
بدون شک لرد بایرون را می‌توان از چهره‌های اثرگذار دورهٔ رمانتیسم در انگلستان به‌شمار آورد.
لیدی کارولین لمب، بانوی رمان‌نویس بریتانیایی در گفته‌ای مشهور لرد بایرون را چنین توصیف می‌کند: «مجنون، بدذات و خطرناک برای شناختن.»

## آثار
- ساعات فراغت (۱۸۰۷)
- سفر زیارتی چایلد هارولد: بخش اول و دوم (۱۸۱۲) - بخش سوم (۱۸۱۶) - بخش چهارم (۱۸۱۸)
- گیائور (۱۸۱۳)
- عروس آبیدوس (۱۸۱۳)
- لارا (۱۸۱۴)
- محاصره کورینت (۱۸۱۶)
- زندانی شیلان (۱۸۱۴)
- مانفرد (۱۸۱۷)
- مصیبت تاسو (۱۸۱۷)
- بپو (۱۸۲۱)
- دون ژوان (۲۴–۱۸۱۹)
- مازپا (۱۸۱۹)
- رسالت دانته (۱۸۱۹)
- مارینو فالیرو (۱۸۲۰)
- تراژدی قابیل (۱۸۲۱)
- آسمان و زمین (۱۸۲۱)
- قطعه ای از یک رمان (۱۸۱۹)

### اشعار معروف
- «لاکن وای دد»
- «گورنوشتی به یک سگ»
- «دوشیزه آتن، ماهم هستیم»